# چاندرا استاروپ
چاندرا استاروپ (انگلیسی: Chandra Sturrup؛ زادهٔ ۱۲ سپتامبر ۱۹۷۱) دونده اهل باهاما است. از افتخارات وی میتوان به کسب مدال طلا دو ۴×۱۰۰ متر امدادی در بازی‌های المپیک تابستانی ۲۰۰۰ اشاره کرد. 